# Cuchillas del Toa
Cuchillas del Toa est une réserve de biosphère reconnue par l'Unesco depuis 1987, ainsi qu'une aire protégée créée en 2010 situé au sud-est de Cuba. Le site constitue un point chaud de biodiversité dans les Caraïbes en raison de ses nombreuses espèces endémiques. La zone est caractérisée par des montagnes.

## Description

### La réserve de biosphère
La réserve, dotée d'une surface de 2 083,05 km2 (dont 60,13 km2 marine) se situe principalement dans la province de Guantánamo ainsi que dans la province de Holguín dans sa partie septentrionale.  La zone centrale a une surface de 897,41 km2, la zone tampon 492,84 km2 et la zone de transition 692,80 km2. La réserve de biosphère est gérée par le Ministère des Sciences, Technologie et Environnement.
Plusieurs espaces constituent la zone centrale, dont le parc national Alejandro de Humboldt et l'élément naturel remarquable (Elemento Natural Destacado) Yunque de Baracoa.

### L'aire protégée
Le parc homonyme possède une surface de 1 193,36 km2. Il est classé catégorie VI (Aire Protégée de ressources naturelles gérée) selon la typologie IUCN.

## Biodiversité
928 espèces endémiques ont été recensées dans la réserve.

## Présence humaine
Environ 18 300 habitants répartis dans 498 communautés vivent dans la zone de transition et la zone tampon.